# Андре Шеньє (опера)

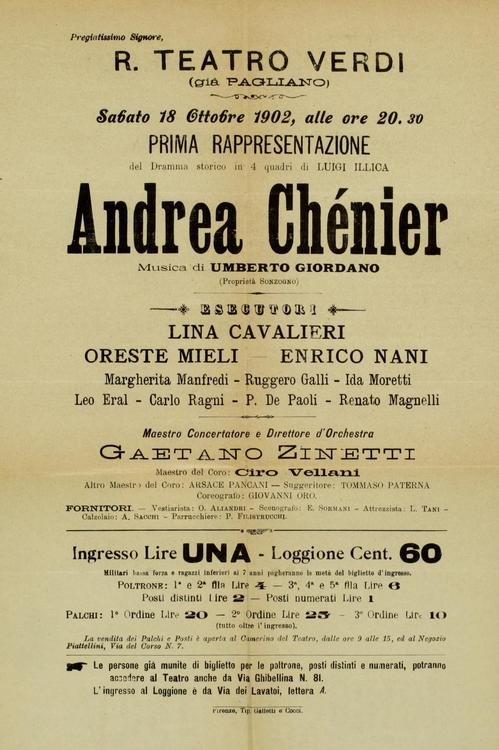
Афіша вистави "Андре Шеньє" театру Верді, Флоренція, від 18.10.1902

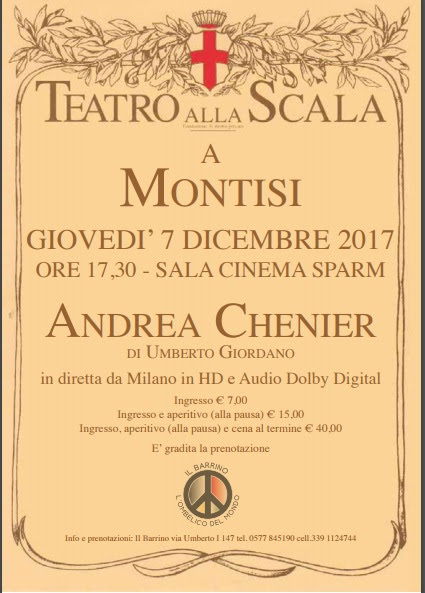
Афіша вистави "Андре Шеньє" театру Ла Скала від 07.12.2017

«Андре Шеньє» (італ. Andrea Chénier) — опера на 4 дії італійського композитора Умберто Джордано, що належить до найбільш значних музичних творів мистецької течії веризм. Італійське лібрето, що створив Луїджі Ілліка, засноване на вільній інтерпретації подій, пов'язаних зі стратою французького поета Андре Марі де Шеньє у 1794 р. під час Великої французької революції.
«Андре Шеньє» є четвертою за порядком та першою за значенням оперою Джордано, вона принесла йому світову славу. До сьогоднішнього дня «Андре Шеньє» залишається найбільш відомим і популярним твором композитора (за винятком на короткий час опери «Федора»).
Прем'єра опери відбулася 28 березня 1896 р. у театрі Ла Скала у Мілані. То був гучний успіх. Опера так сподобалася залу, що першу арію тенор мусив виконувати на біс, а по закінченні вистави завісу давали 20 разів. Критики вирізняли швидкий подієвий темп опери та сюжетну напругу, що «не спадає й на мить».
Французьку революцію Джордано використовує як тло розповіді про двох закоханих, що потрапили у жорна історії. Лібрето не містить політичних поглядів, лише подає драматичний контраст між аристократичним середовищем та революційним режимом, що відправляє ворогів на гільйотину. Лібрето легко сприймається завдяки насиченості великою кількістю стереотипів. 
Найцікавіший персонаж опери — вигаданий, Шарль Жерар. На початку опери він є слугою у замку графині де Куан’ї. Жерар має власні ідеї. Його перші слова є гнівом на адресу аристократії.  Але є й інші обставини, що його розлючують. Він закоханий у дочку графині — Мадлен. Але молода леді його ледве помічає. Проте, так було не завжди. У третьому акті вони згадуватимуть дитинство, коли звично грали разом і не здогадувалися про соціальні відмінності. Жерар наприкінці першого акту зриває ліврею і покидає замок. На думку графині, переконання стали причиною руйнації його долі.
За п'ять років Жерар — видатний діяч Революції, лідер якобінців. З часом він стає цинічнішим, він вимушений розриватися між своїми ідеалами та одержимістю щодо Мадлен, якої він хоче добитися шантажем. Зрештою, його чесноти перемагають: у третьому акті він остаточно відмовляється від Мадлен і навіть звертається до Робесп'єра, щоб врятувати закоханих. Даремно, зустріч з Непідкупним (l'Incorruptible, прізвисько Робесп'єра) безуспішна, і Шеньє та Мадлен слідують на ешафот.
Образ антагоніста Жерара привабливіший за головних героїв. Але ті музично виразніші. Мадлен розвивається з розбещеної дитини, здатної публічно принизити Шеньє у першому акті до відчайдушної жінки, яка готова пожертвувати усім, навіть власним життям заради порятунку коханого. Однак, її образ є мистецьким стереотипом. Так само і Шеньє —  це типовий героїчний тенор, співи якого надзвичайно мелодійні, але, як це властиво персонажам-тенорам, він драматургічно спрощений. 
Партія Шеньє увійшла до репертуару багатьох тенорів: Андреа Бочеллі, Беньяміно Джильо, Пласідо Домінго, Енріко Карузо, Франко Кореллі, Антоніо Кортиса, Джакомо Лаурі-Вольпі, Джованні Мартінеллі, Маріо дель Монако, Лучано Паваротті, Франческо Таманьо та ін.

## Дійові особи
| Андре Шеньє, поет                                | тенор         |
| Графиня де Куан’ї, аристократка                  | меццо-сопрано |
| Мадлен де Куан’ї, її дочка                       | сопрано       |
| Шарль Жерар, слуга графині, революціонер         | баритон       |
| Берсі, мулатка, покоївка Мадлен де Куаньи        | мецо-сопрано  |
| П'єр Флевіль, письменник, гість графині          | бас           |
| Абат, гість графині                              | тенор         |
| Матьє, офіціант в кафе, революціонер             | баритон       |
| «Інкруаябль», шпигун революційного уряду         | тенор         |
| Роше, товариш Шеньє                              | бас           |
| Мадлон, літня патріотка                          | мецо-сопрано  |
| Фук'є-Тенвіль, обвинувач Революційного трибуналу | бас           |
| Шмідт, тюремник Сен-Лазара                       | баритон       |
| Мажордом графині де Куаньи, батько Жерара        | бас           |
| Дами, кавалери, солдати, судді, народ - хор      |               |

## Лібрето

### Акт перший. 1789. Замок графині де Куан’ї
Слуги графині під проводом мажордома жваво готуються до прийому гостей. Серед них молодий Шарль Жерар. Він на відміну від свого батька, гидує прислуговувати аристократам. Згідно з ідеалами Просвітництва, Шарль вважає усіх людей рівними, тим більше, що він закоханий в дочку графині прекрасну Мадлен. Входять Мадлен і графиня, вони не звертають уваги на лакея. Графиня віддає накази мажордому, Мадлен розмовляє з покоївкою Берсі про своє вбрання. Усе готово. З'являються гості. Серед них письменник Флевіль, який представляє господині і її дочці молодого поета Андре Шеньє. Графиня розмовляє з прибулим абатом. Мадлен зацікавилася поетом. Запрошені артисти, вбрані пастухами і пастушками, виконують пастораль. Флевіль хвалить Шеньє не лише як поета, а й як імпровізатора, графиня просить його почитати свої вірші, а Мадлен дає тему для імпровізації — кохання. Шеньє імпровізує, але в його віршах звучить думка, що зараз не час для кохання, батьківщина вимагає від суспільства участі в житті народу, подолання його злиднів, задоволення насущних потреб. Товариство шоковане. В цей час Жерар заводить до залу натовп жебраків-селян. Він гнівно викриває аристократичне середовище і підкріплює промову показом справжніх, а не театральних селян. Графиня наказує Жерару забиратися геть. Разом з народом йде і Шеньє. Музики грають танок, і товариство продовжує веселитися.

### Акт другий. 1793.Париж. Вулиця біля Кафесанкюлотів
Офіціант Матьє розмовляє з мулаткою Берсі. Місто збуджене. Щойно в Конвенте Жан-Поль Марат здобув перемогу над жирондистами, і тепер натовп з вигуками «Смерть жирондистам, хай живе Марат!» ходить по вулицях. До співрозмовників підходить людина в костюмі «Інкруаябль» (неймовірний, фр. Incroyable, за часів Директорії (1795-1799) так називали молодих франтів з вищих верств суспільства, костюм яких був верхом ексцентричності). Він є шпигуном і звинувачує Берсі у тому, що вона спілкується зі своєю колишньою господинею-аристократкою. Берсі з гнівом відкидає всі звинувачення і висміює «Інкруаябля». Біля кафе зустрічаються Шеньє і його друг Роше. Шеньє — помірний революціонер, близький до жирондистів. Роше попереджає, що після перемоги радикальних революціонерів для Шеньє небезпечно залишатися в Парижі, йому треба тікати. Але поет відмовляється. Він захоплений загадковою інтригою — щодня він отримує любовні листи від невідомої дами, і ось-ось відбудеться побачення. Чергова революційна демонстрація перериває побачення друзів. З'являється Жерар. Він радикал-революціонер, якобінець. «Інкруаябль» доповідає йому результати своїх спостережень. Жерар все ще закоханий у Мадлен і прохає шпигуна розшукати її. У цей час Берсі у натовпі повідомляє Шеньє, що невідома жінка зараз буде тут. Натовп розсіюється, і на вулиці залишається сам Шеньє. З'являється Мадлен. Вона зізнається Шеньє, що кохає його, і що це вона писала йому листи. Шеньє також кохаж Мадлен. Але побачення закоханих перериває Жерар, якого привів «Інкруаябль» після того як усе підслухав. Раптом з’являється Роше і уводить Мадлен. Шеньє і Жерар оголюють шпаги. «Інкруаябль» біжить по допомогу. Шеньє завдає Жерару поранення. Той згадує, що вони були друзями на початку революції, прохає Шеньє піти і попереджає, що його як жирондиста включено до списку підозрілих, що підлягають арешту. Шеньє іде. Повертається натовп. На питання, хто його поранив, Жерар відповідає, що не знає його. Натовп з криками «Смерть жирондистам!» забирає Жерара.

### Акт третій. 1794. Революційний трибунал
Матьє і Жерар, який видужав після поранення, звертаються до народу із закликом вступати в революційну армію і жертвувати на військові потреби, так як міжнародна контрреволюція веде нещадну війну проти Франції. На заклик відгукується стара Мадлон, син якої загинув при  штурмі Бастилії, а старший онук — у битві під Вальмі. Тепер вона привела свого молодшого онука, щоб він вступив до армії та захищав революцію. З патріотичними піснями натовп йде. У залі лишається Жерар. До нього приходить людина в костюмі «Інкруаябль». Він повідомляє, що Шеньє заарештований, але для звинувачення бракує доказів. Жерар коливається, тоді «Інкруаябль» розповідає, що Шеньє продовжує зустрічатися з Мадлен. Засліплений ревнощами, Жерар пише донос на Шеньє, в якому звинувачує його у зв'язках зі зрадником революції генералом Дюмур'є. «Інкруаябль» забирає папір. До зали заходить жінка під вуаллю, коли вона відкриває обличчя, Жерар бачить, що це Мадлен. Він намагається говорити їй про своє кохання, але Мадлен відкидає освідчення Жерара. У люті Жерар згадує усі приниження і несправедливості, яким він піддавався у замку графині де Куан’ї, як його з ганьбою вигнала графиня, а Мадлен не звертала на нього уваги. Мадлен каже, що все змінилося, тепер він є її гонителем: графиню вбито повсталим натовпом, замок спалений, єдина людина, яка ще прив'язує Мадлен до життя — у в'язниці, і їй загрожує страта. Вона готова пожертвувати усім, аби врятувати Шеньє, якщо ні — вона помре разом з ним (знаменита арія Мадлен «La mamma morta»). Вражений зізнанням Мадлен, Жерар вирішує врятувати Шеньє. Зал знову заповнюється натовпом. Обвинувач Фук'є-Тенвіль починає розбір справ під вигуки натовпу, що вимагає смертних вироків. Викликають Шеньє. У відповідь на звинувачення у зв'язках з Дюмур'є Шеньє підтверджує, що воював під керівництвом генерала під Вальмі і захищав Францію. Жерар намагається спростувати свій донос, але натовп звинувачує його у тому, що він продався ворогам революції. Судді під схвалення публіки виносять Шеньє смертний вирок.

### Акт четвертий. 1794. В'язниця Сен-Лазар
Тюремник Шмідт приводить до камери Шеньє його друга Роше. У в'язниці Шеньє відмовився від революційної і політичної діяльності та пише ліричні вірші про кохання та весну. Один з них він читає Роше. Шеньє проводжає Роше до виходу. Тим часом до в'язниці прийшов Жерар. Несподівано тут він зустрічає Мадлен. Вона помінялася із жінкою, яку засуджено до страти, і тепер буде поруч з Шеньє до самого кінця. Вражений Жерар йде просити про помилування до самого Робесп'єра. Повертається Шеньє. Він у захваті від того, що побачив Мадлен. Закохані, які не могли бути разом за життя, поєднаються в смерті. Повертається Жерар. Робесп'єр відкинув прохання про помилування поета — поетам не місце в країні, де тріумфує розум. Заходить тюремник. Він викликає Андре Шеньє і Іду Леґрей (під цим ім'ям до в’язниці проникла Мадлен). Закохані беруться за руки і йдуть до гільйотини.
1. 1 2 3 4 5 6 7  Archivio Storico Ricordi — 1808.